# Juan Ramírez (piłkarz)
Juan Edgardo Ramírez (ur. 25 maja 1993 w Moreno) – argentyński piłkarz występujący na pozycji środkowego lub lewego pomocnika w Boca Juniors.